# Кочрентон (Пенсільванія)
Кочрентон (англ. Cochranton) — місто (англ. borough) в США, в окрузі Кроуфорд штату Пенсільванія. Населення — 1118 осіб (2020).

## Географія
Кочрентон розташований за координатами 41°31′9″ пн. ш. 80°2′49″ зх. д. / 41.51917° пн. ш. 80.04694° зх. д. (41.519202, -80.046986).  За даними Бюро перепису населення США в 2010 році місто мало площу 3,10 км², уся площа — суходіл.

## Демографія
Згідно з переписом 2010 року, у селищі мешкало 1136 осіб у 460 домогосподарствах у складі 320 родин. Густота населення становила 366 осіб/км².  Було 519 помешкань (167/км²).
Расовий склад населення:
| - 98,2 % — білих - 0,4 % — азіатів - 0,3 % — чорних або афроамериканців |

До двох чи більше рас належало 1,2 %. Частка іспаномовних становила 0,9 % від усіх жителів.
За віковим діапазоном населення розподілялося таким чином: 24,0 % — особи молодші 18 років, 57,0 % — особи у віці 18—64 років, 19,0 % — особи у віці 65 років та старші. Медіана віку мешканця становила 43,8 року. На 100 осіб жіночої статі у селищі припадало 95,5 чоловіків;  на 100 жінок у віці від 18 років та старших — 93,1 чоловіків також старших 18 років.
Середній дохід на одне домашнє господарство  становив 60 890 доларів США (медіана — 53 242), а середній дохід на одну сім'ю — 71 755 доларів (медіана — 58 646). Медіана доходів становила 48 125 доларів для чоловіків та 29 333 долари для жінок. За межею бідності перебувало 4,1 % осіб, у тому числі 1,2 % дітей у віці до 18 років та 6,5 % осіб у віці 65 років та старших.
Цивільне працевлаштоване населення становило 578 осіб. Основні галузі зайнятості: освіта, охорона здоров'я та соціальна допомога — 31,5 %, виробництво — 18,0 %, роздрібна торгівля — 10,6 %, фінанси, страхування та нерухомість — 8,8 %.